# Terri Stickles
Terri Stickles (Estados Unidos, 11 de mayo de 1946) es una nadadora estadounidense retirada especializada en pruebas de estilo libre media distancia, donde consiguió ser medallista de bronce olímpica en 1964 en los 400 metros.

## Carrera deportiva
En los Juegos Olímpicos de Tokio 1964 ganó la medalla de bronce en los 400 metros estilo libre, con un tiempo de 4:47.2 segundos, tras las también estadounidenses Virginia Duenkel y Marilyn Ramenofsky (plata).
Y en los Juegos Panamericanos de 1963 celebrados en Sao Paulo, ganó el oro en los 100 metros estilo libre, y la plata en los 200 metros libre.